# Johann Heinrich Wedekind
Johan Heinrich Wedekind (Wedekin, Wedekindt, Wendekin, Widekind), född den 15 augusti 1674 troligtvis i Tallinn, död 8 oktober 1736, var en estländsk-svensk-rysk målare.

## Biografi
Wedekind blev utbildad av Ernst Wilhelm Londicer i Tallinn och ansökte efter dennes död 1697 hos Kungl. Maj:t i Stockholm om att få överta Londicers privilegium att få utöva sin konst obehindrad av skråtvånget i hela riket såväl i Stockholm som andra välbeställda städer. Wedekind var verksam i Lübeck 1698 där han målade ett epitafium över pastor M.B. Krechting i Lübecks Mariakyrka. Han återkom 1700 till Tallinn för sitt giftermål med apotekardottern Anna Katarina Heidenreich och fick samtidigt borgarrätt i Reval som Conterfyer. Han var verksam i de svenska områdena runt Östersjön (också i "det egentliga" Sverige) och är känd för flera porträtt av Karl XII, militärer och andra högreståndspersoner fram till cirka 1719. Han vistades i Karlskrona 1712–1713, Göteborg 1714, Ystad 1715 och Kalmar 1716 därefter vistades han en tid i Narva där han utförde flera porträttuppdrag av Peter I. Han flyttade till Sankt Petersburg 1720, där han blev Peter den stores hovmålare och fick utföra en mängd porträtt av tsarfamiljen. Till hans bättre arbeten räknas ett odaterat Karl XII porträtt där kungen är iförd en pälsfodrad blå rock och kyller med en kommandostav i höger hand. Två osignerade varianter av målningen förekommer där kungen är iförd en loskinnfodrad rock respektive livrock och en karmosingul väst. Troligen utfördes några av målningarna under kungens besök i Riga sommaren 1701. Vid kungens besökte i Ystad december 1715 utförde Wedekind en midjebild i miniatyr där kungen är framställd med nästan kal hjässa och med ett ansiktsuttryck som man återfinner i andra målningar av Wedekind från denna tid. Han utförde under åren ett flertal porträtt av Karl XII från ansiktsporträtt till helfigurer och alla har det gemensamt att kungen har samma huvudriktning och är iförd en enkel uniform och det enda som varierar är bakgrundsarrangemangen och kungens handställningar samt materialvalet olja eller pastell. Med tiden kom ett flertal av hans porträtt att kopieras och överföras till kopparstick eller litografi.Hans produktion av porträtt var omfattande och Svenska porträttarkivet förtecknar ett 50-tal personer som blivit avbildade av Wedekind varav ett 20-tal har tillskrivits honom på grund av stilistiska skäl. Wedekind är representerad vid bland annat Lübecks rådhus, Malmö rådhus, Statens porträttsamling på Gripsholm, Vänersborgs museum, Hallwylska museet. och Nationalmuseum, Frederiksborg i Danmark samt ett flertal svenska herrgårdar och slott.

## Verk i urval

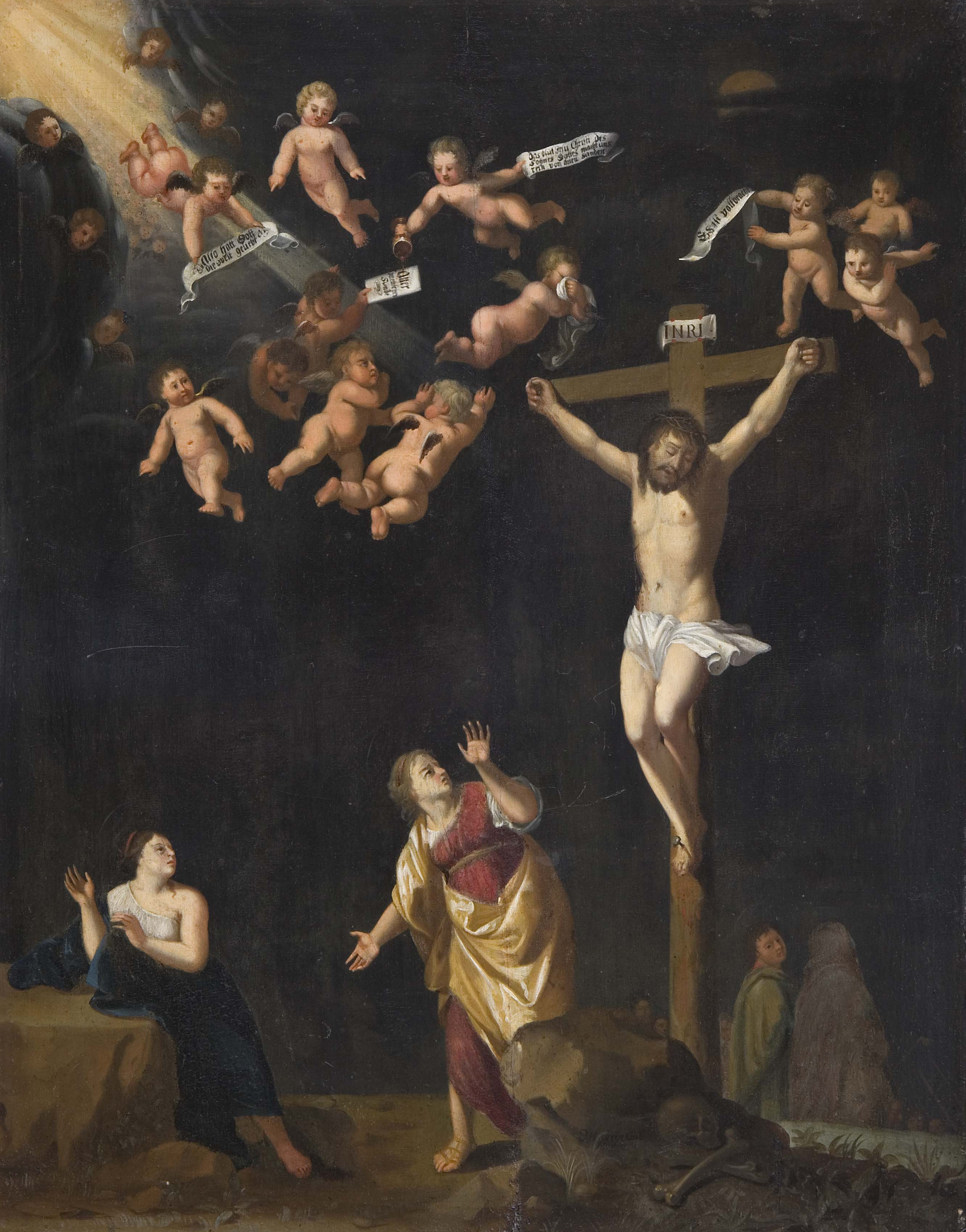
Det är fullkomnat, allegorisk målning från 1697
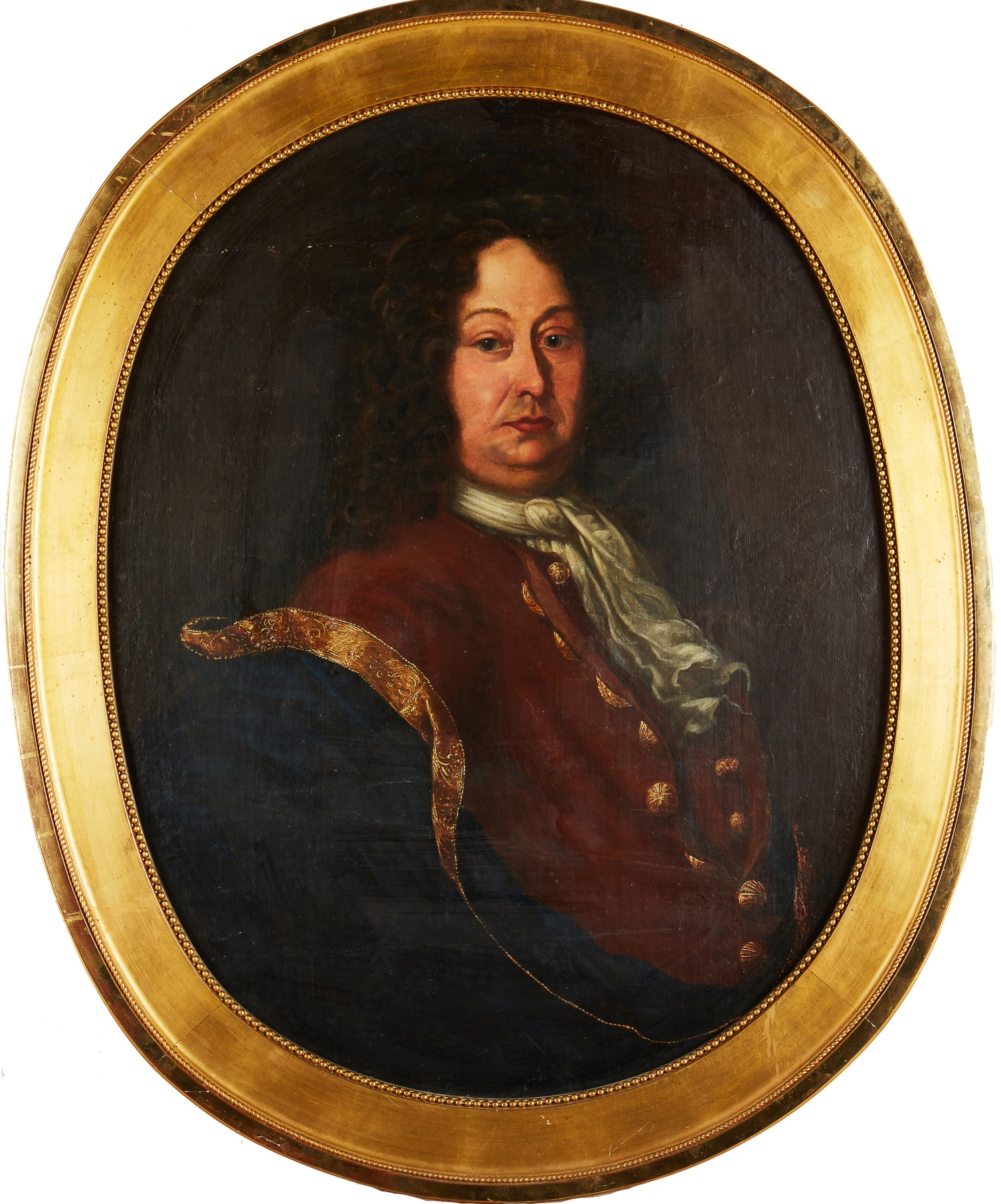
Johan Gottschalk Tranæus, amiralitetsläkare i Karlskrona, 1709
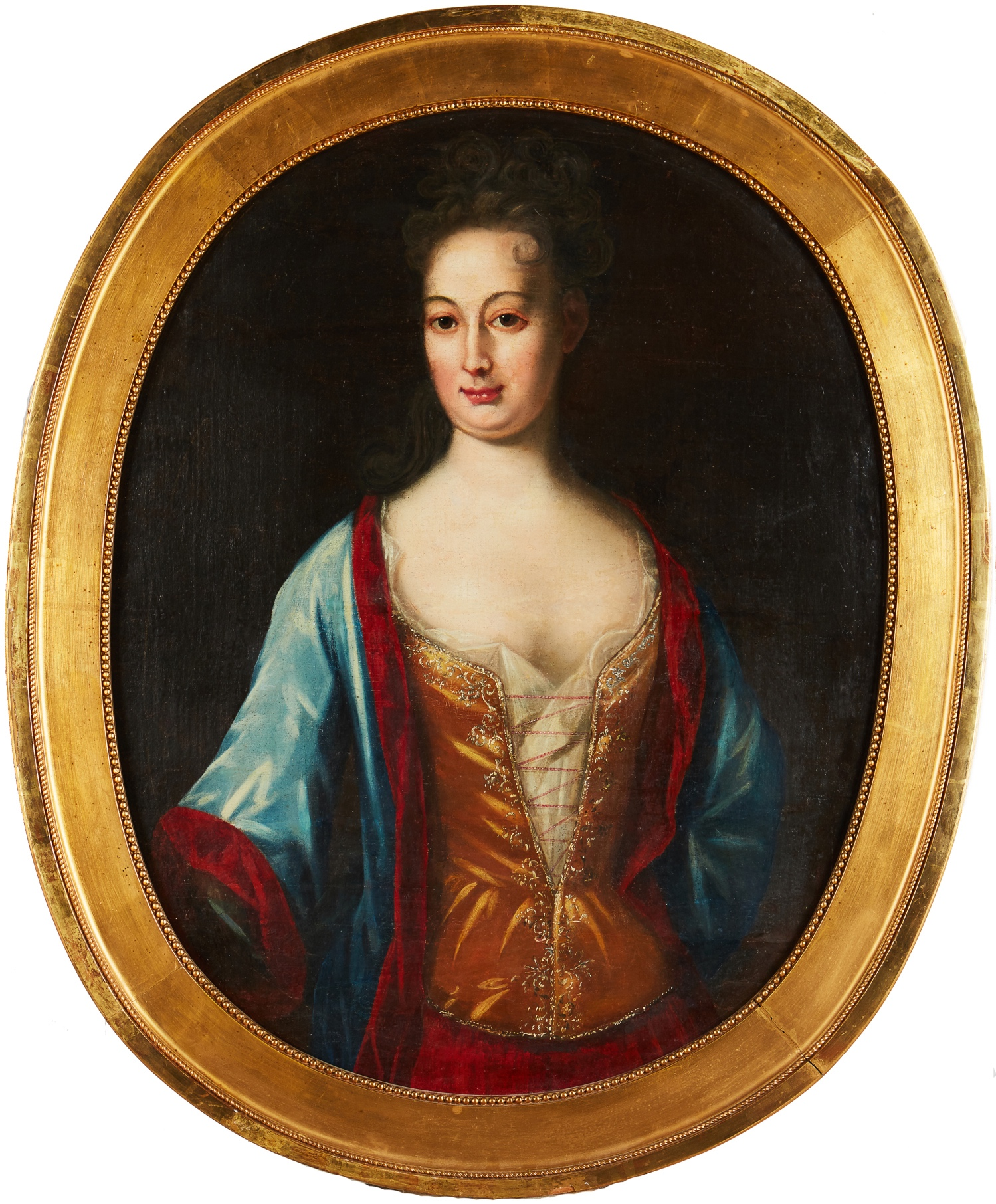
Elsa Karlström, gift med Johan Gottschalk Tranæus, 1709
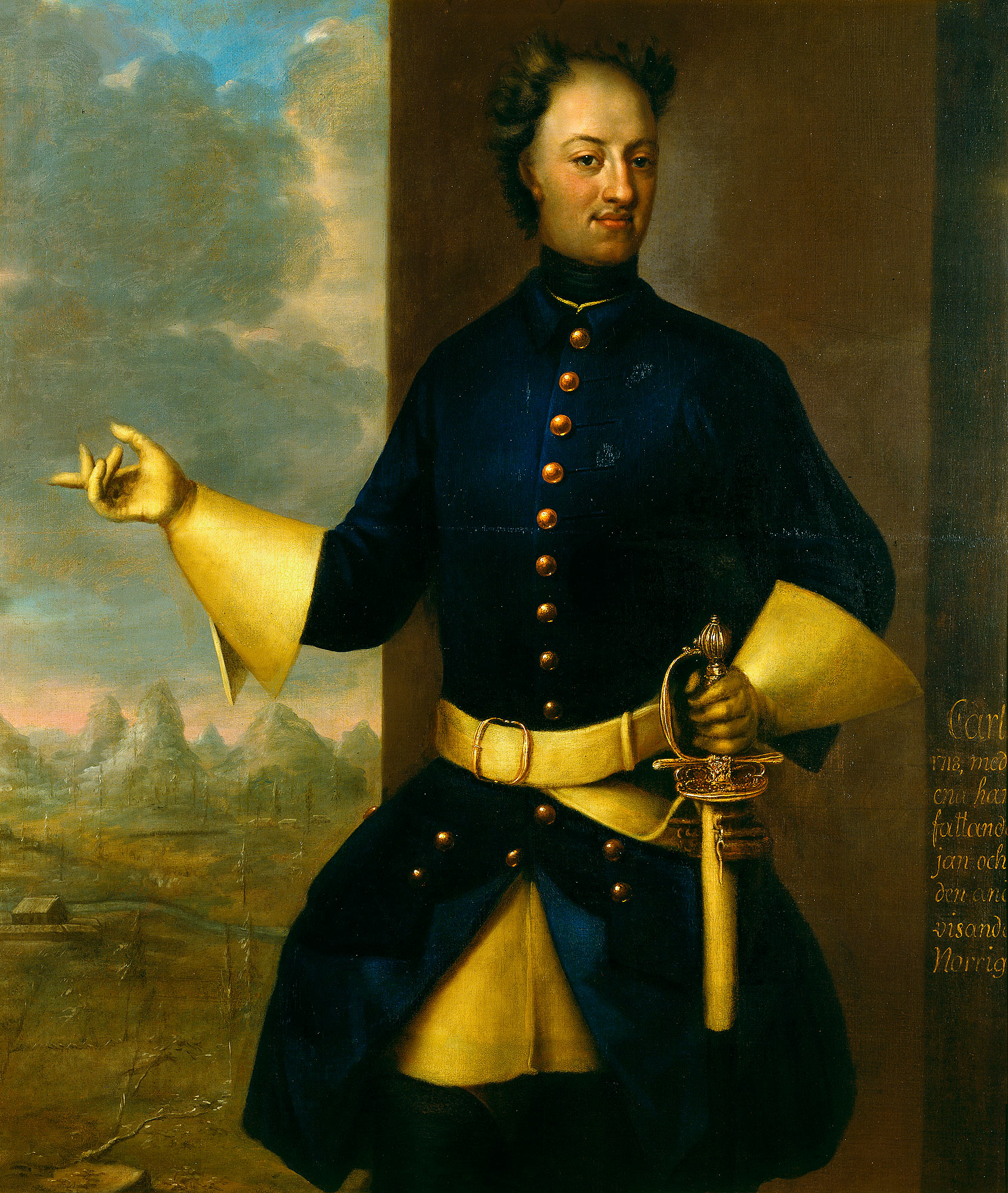
Karl XII, från 1715
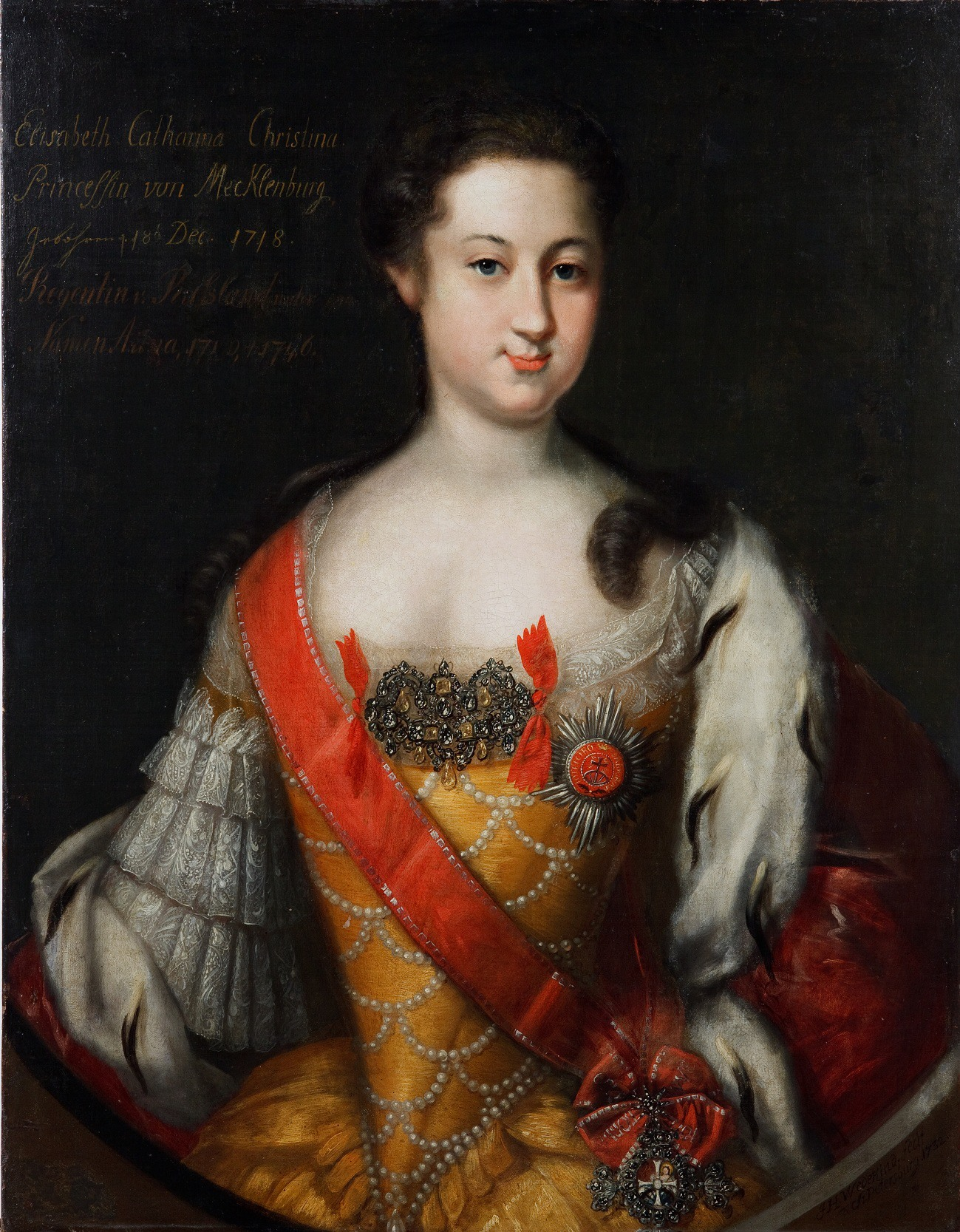
Anna Leopoldovna, troligen 1720-tal
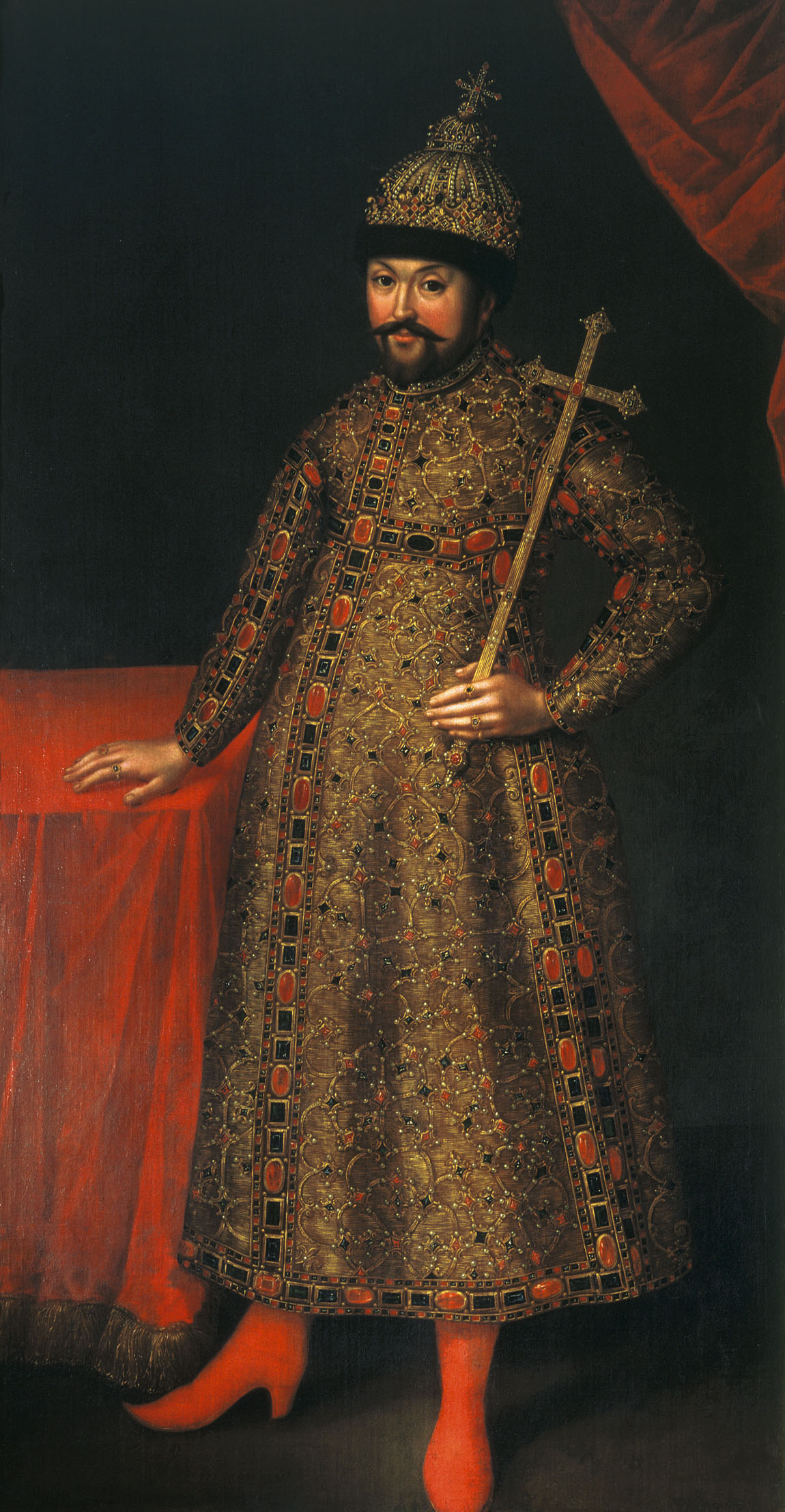
Mikael I av Ryssland, kopia 1728
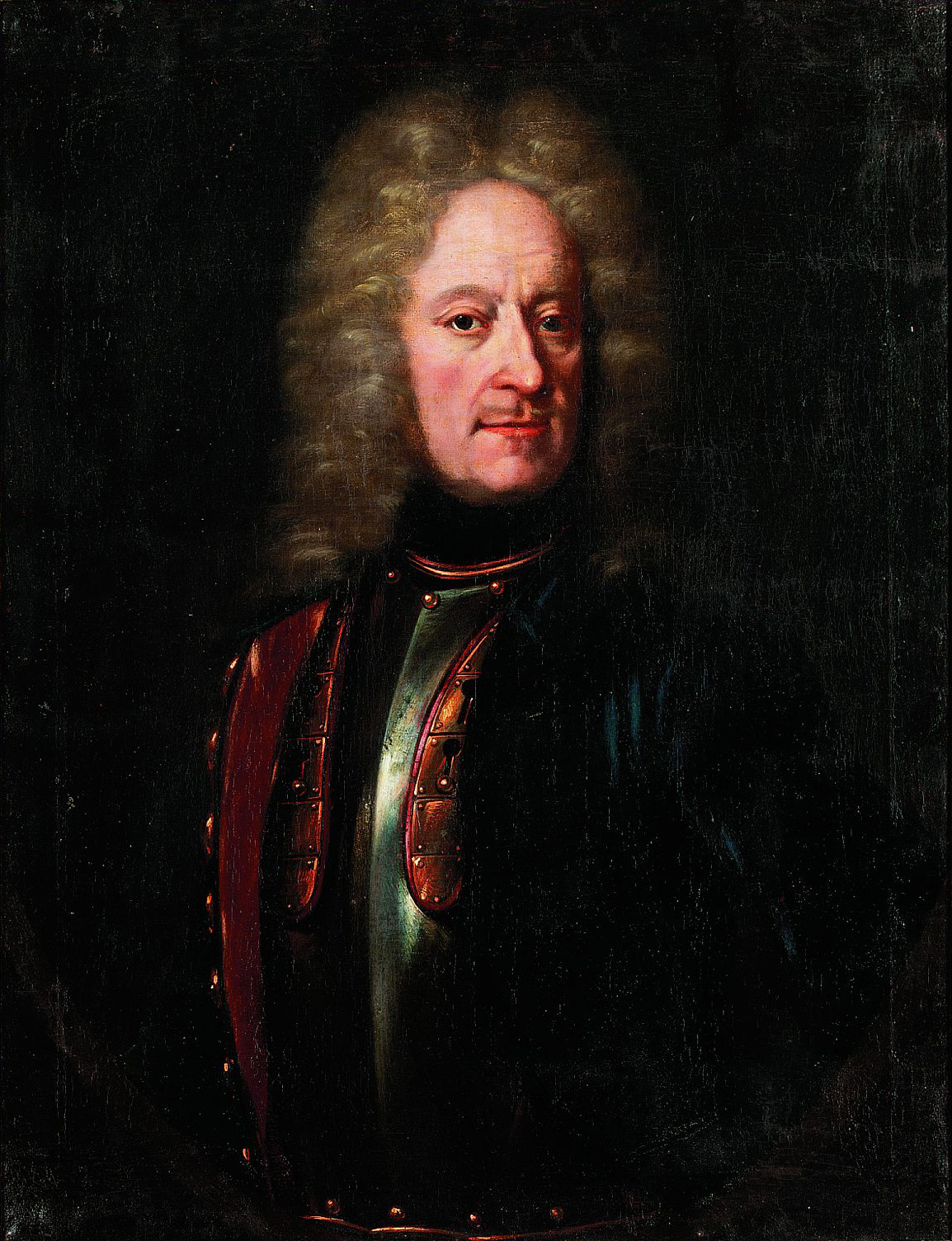
Magnus Stenbock 1710
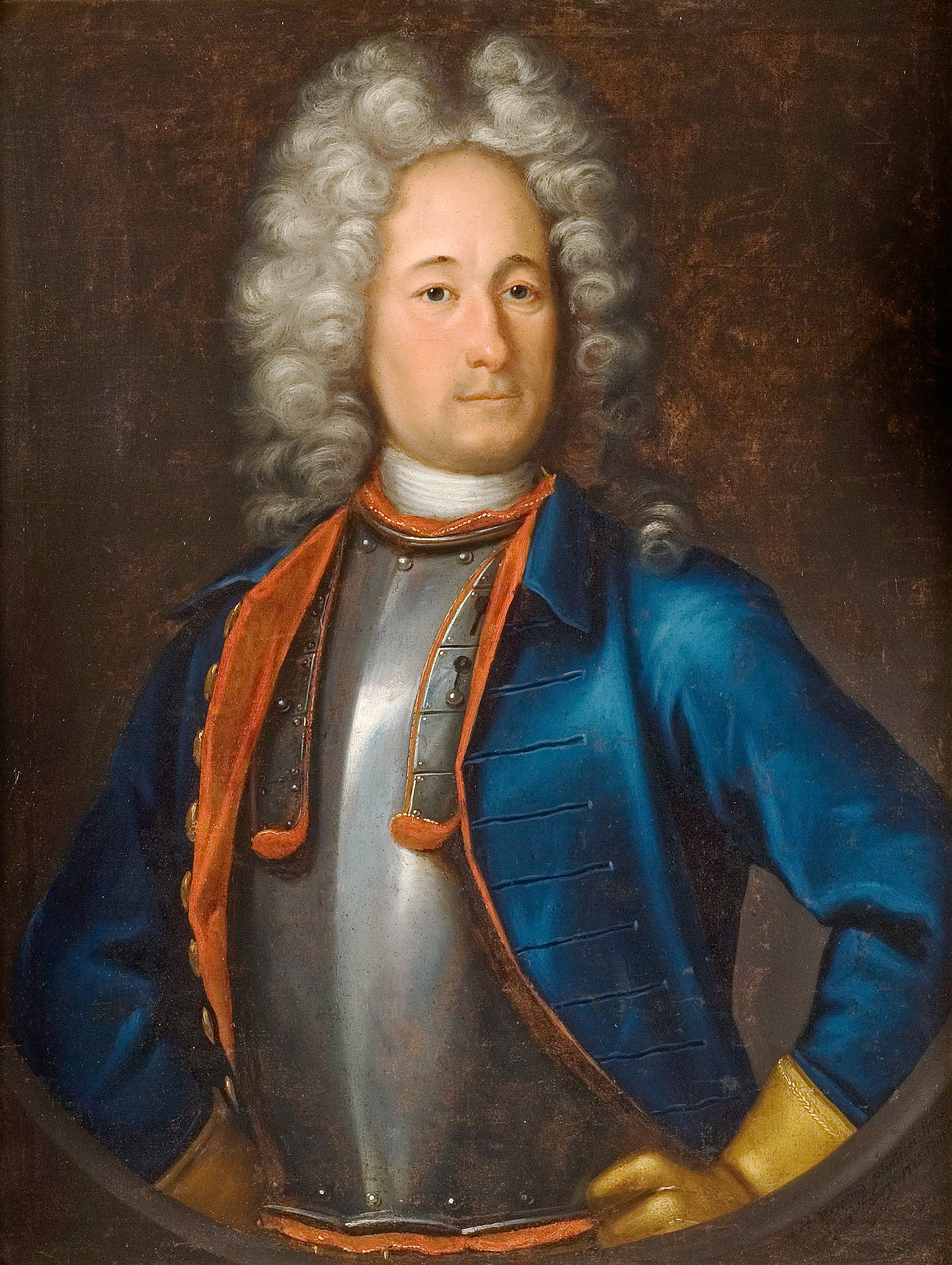
Olof Strömstierna 1715
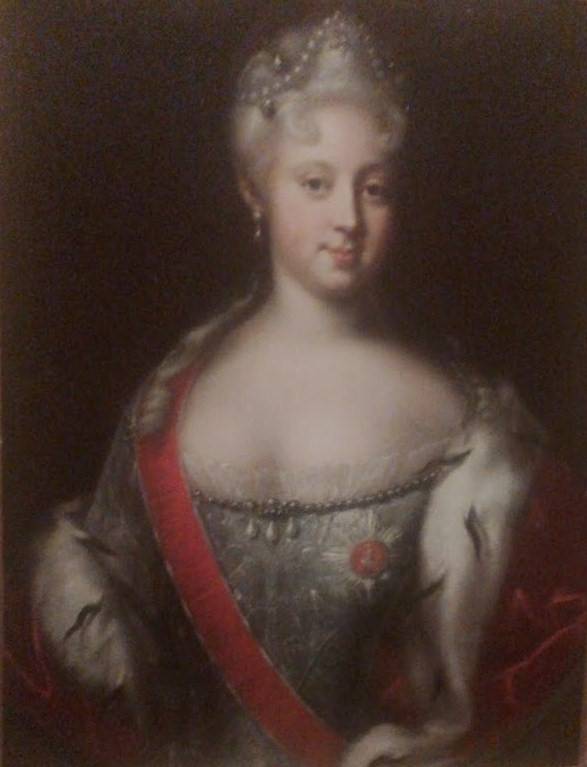
Tsersarevna Jelizaveta Petrovna
Adolf Herman Wrangel af Lindeberg
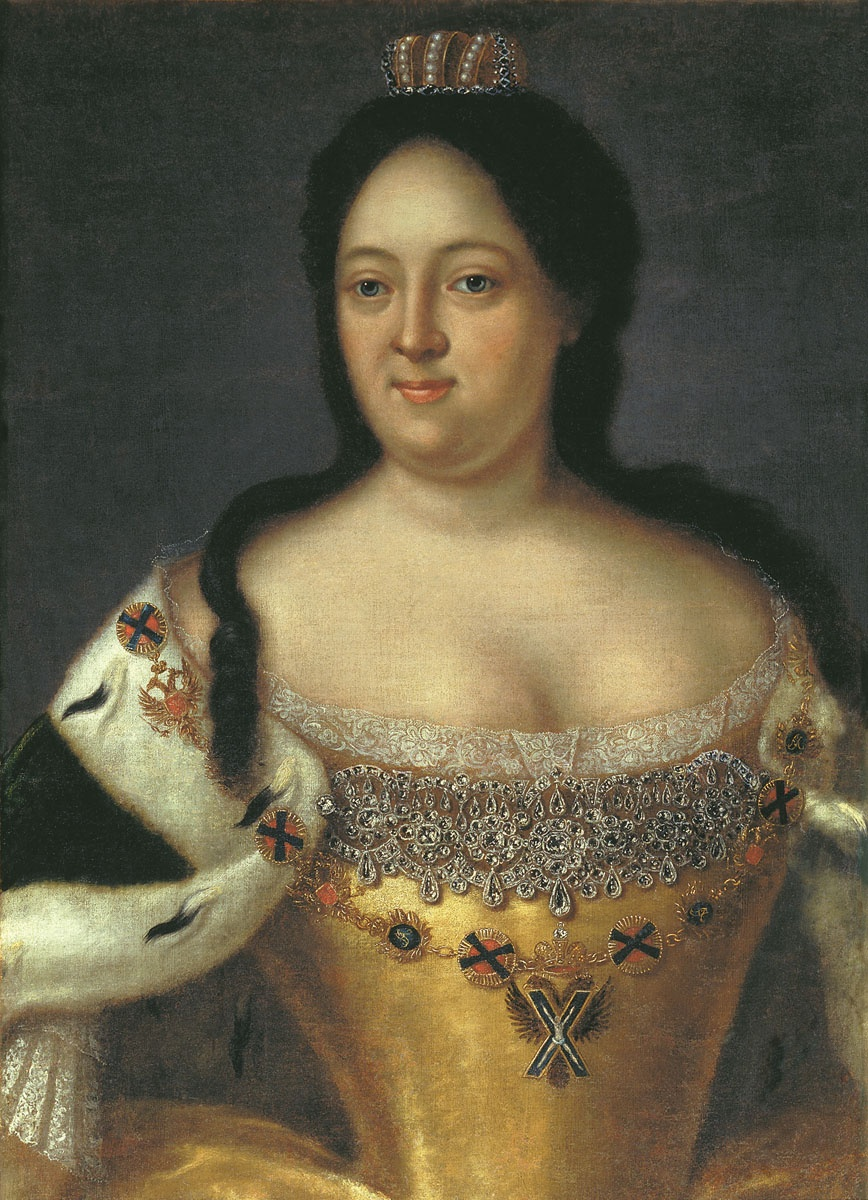
Empress Anna Ioannovna
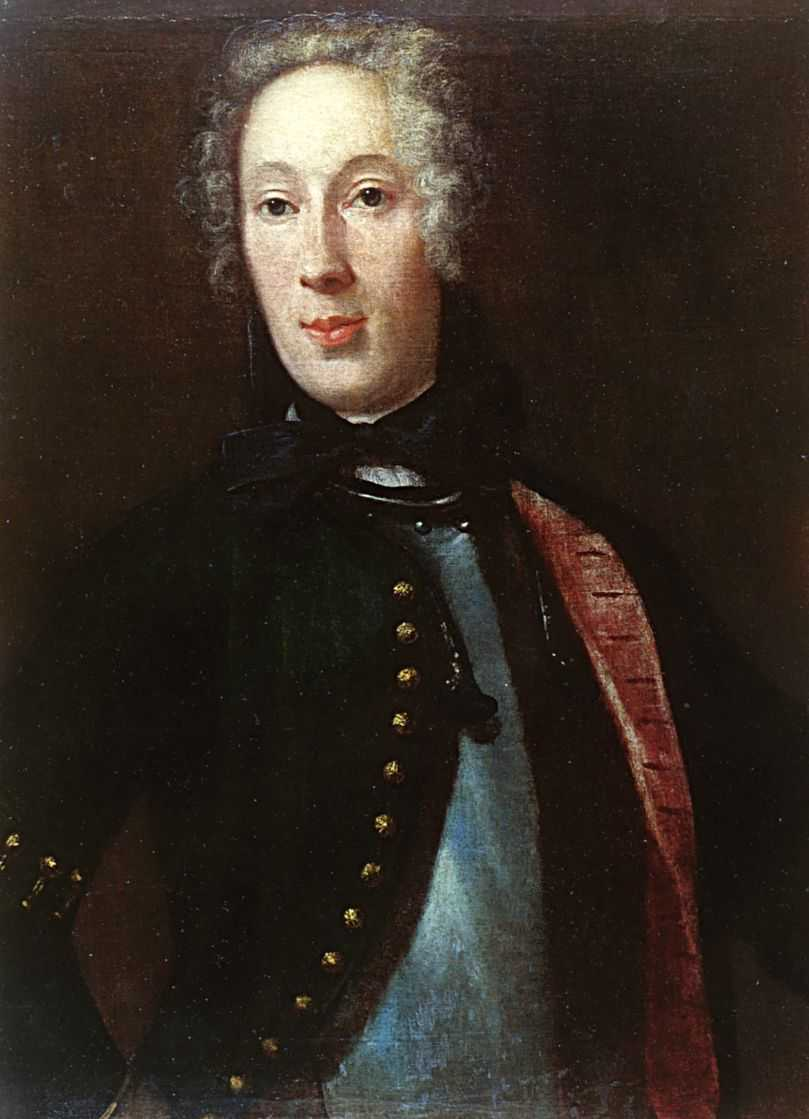
Adam Gustav von Ulrich 1731
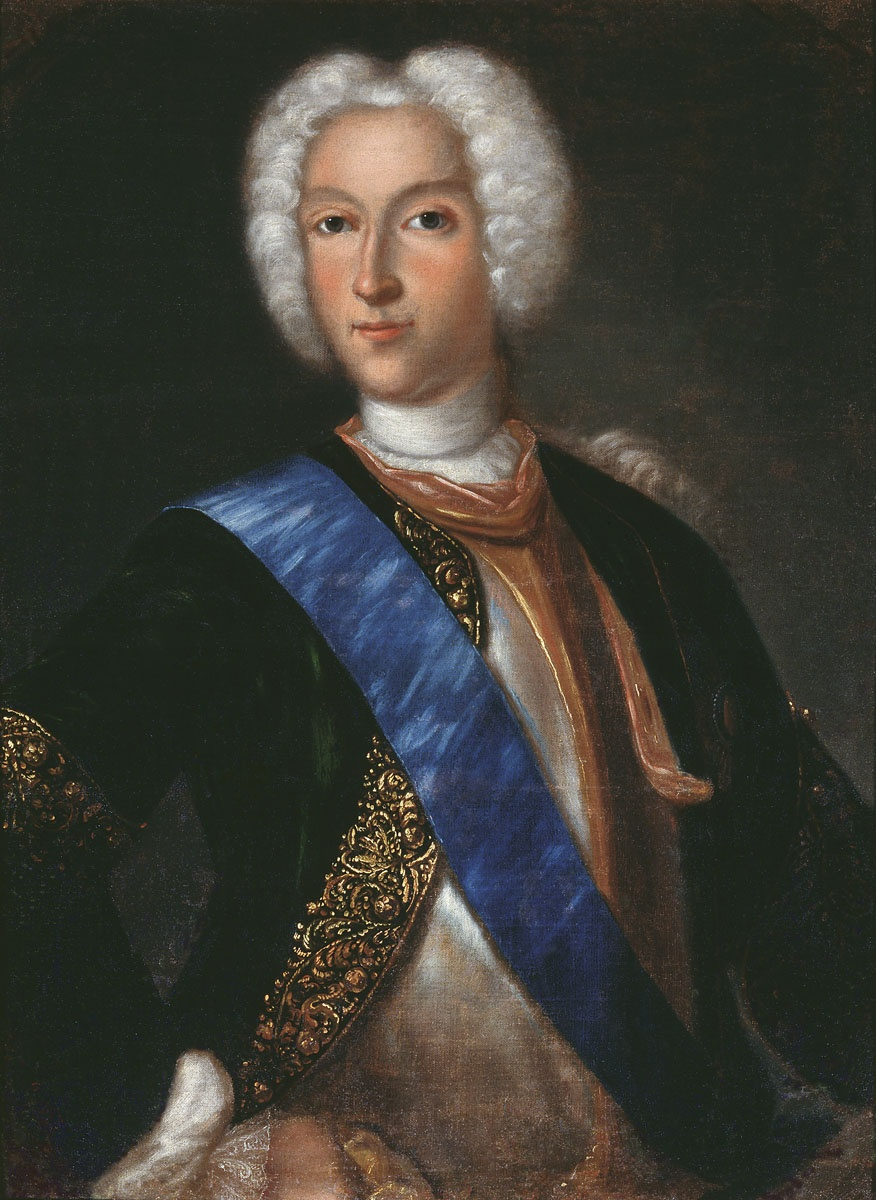
Tsar Peter II 1930s